# František Wonka
František Wonka (11. května 1900, Úpice – 29. dubna 1967, Manětín) byl český římskokatolický duchovní, děkan v Manětíně.

## Život
Narodil se ve východočeské Úpici v květnu roku 1900. Studoval na gymnáziu při benediktinském klášteře v Broumově, pak od r. 1920 studoval bohosloví jako alumnus papežské koleje Bohemicum v Římě. V roce 1924 přijal v Itálii kněžské svěcení, vrátil se do Čech, a od roku 1925 působil jako kaplan v Manětíně. Zde byl v roce 1928 ustanoven farářem a setrval zde po celý zbytek života.
Vedle duchovenské činnosti se zabýval regionální historií a bádal v archivech. V letech 1938-1945 si vedl deníky, ve kterých zaznamenával život v Manětíně za protektorátu (tyto – k nacismu velmi kritické – záznamy byly vydány knižně pod názvem Doba zkoušek a naděje, citáty z deníků zaznívaly často také v televizním cyklu Heydrich – konečné řešení z roku 2012).
V Manětíně působil celkem 42 let. Od roku 1958 byl prvým předsedou Kruhu přátel Manětínska a rovněž se podílel na založení manětínského vlastivědného muzea. Zemřel v dubnu roku 1967 a byl pohřben na manětínském hřbitově u kostela sv. Barbory. Pohřební obřady vedl biskup Tomášek.